# Никсар
Никсар (тур. Niksar, грч. Νεοκαισάρεια; стара имена: Кабира, Неоцезареја, Диополис и Себасте) је град у Турској у вилајету Токат. Према процени из 2011. године у граду живи 24.552 становника. Никсар се налази 57 km североисточно од града Токата, на обронцима изнад Никсарске долине. Данашњи назив града представља измењен облик римског имена - Неоцезареја.

## Историја
За време Понтске краљевине град је био познат као Кабеира (грч. Κάβειρα), док је за време владавине Римског царства био познат под именом Неоцезареја. Митридат VI од Понта је имао ловачки дом у околини града. Током Трећег Митридатовог рата, године 71. п. н. е. око града се водила битка у којој је Луције Лициније Лукул Млађи победио Понтску војску. После 7 година град заузима Гнеј Помпеј Велики. 
Помпеј је Никсар прогласио градом и дао му име Диополис. Касније је римски вазал Питодорида, удовица Полемона I прогласила град за своју престоницу и дала му име Себасте Не зна се када је тачно град добио римско име Неоцезареја (Neocæsarea), али се под тим именом спомиње у делу Плинија Старијег „Naturalis historia“. Највероватније је град добио име Неоцезареја током владавине Тиберија. 
Град је за време Римског царства био важан хришћански центар. Први епископ Неоцезаријски је био свети Григорије Чудотворац. Од епископа су познати и свети Павле Неокесаријски као и свети мученик Тома Неокесаријски. Познат је и светац из 3. века Троадије Неокесаријски.
У данашњем Никсару се 315. године одржао Други помесни сабор хришћана. Град је потпуно уништен у земљотресу 344. године, а слична судбина га је задесила и 499. године. Када се 395. године Римско царство поделило на два дела Никсар је постао део Источног римског царства (Византије). У средњем веку власт над градом се често мењала, тако да су га у неким периодима држали хришћани, а у неким муслимани. Године 1068. Данишменд Гази (Мелик Гази) је освојио град од Византије и опљачкао га. Град је напредовао када га је Данишменд Гази прогласио престоницом Данишменидске државе. Оснивач династије Данишменида је сахрањен у граду, а његов маузолеј се и данас налази ту. 
Крајем 12. века, град је са целом Данишменидском државом ушао у састав селџучке државе — Иконијског султаната.
Након монголске инвазије у 13. веку град је био у саставу неколико мањих емирата све до краја 14. века. Године 1397. Никсар је подпао под власт Османског царства. За време владавине Отоманског царства, велика тврђава у Никсару је служила као место окупљања за отоманску војску. Тако је нпр. Мехмед II Освајач из града кренуо у освајање Трапезунта.
Након пропасти Османског царства 1923. године Никсар улази у састав данашње државе Турске.

## Демографија
| 1990.  | 2000.  |
| ------ | ------ |
| 35.201 | 44.808 |